# Itunu Hotonu
A contra-almirante Itunu Hotonu (nascida em 18 de janeiro de 1959) é uma oficial e arquiteta naval nigeriana. Uma das primeiras mulheres oficiais e uma das primeiras arquitetas na Marinha nigeriana, ela atuou como instrutora de faculdade e no exterior, na Libéria. Em dezembro de 2012 tornou-se a primeira mulher almirante em África.

## Carreira
Itunu Hotonu nasceu em 18 de janeiro de 1959.  Com a idade de 13 anos, ela decidiu que queria tornar-se uma arquiteta. Hotonu estudou arquitetura na Universidade da Nigéria, onde muitas vezes era a única mulher nas suas aulas. Depois de se formar, trabalhou em um escritório de arquitetura por dois anos, enquanto fazia os seus exames profissionais.
Hotonu candidatou-se para se juntar ao Corpo de Engenharia do Exército da Nigéria, mas foi informada de que não havia posições para mulheres nesse campo. Ela então se inscreveu na Marinha, que não tinha restrições de género. Ela foi aceite como candidata oficial na Academia Nacional de Defesa, em Abuja, em 1985. Ela foi a primeira mulher a frequentar a academia e formou-se como a melhor aluna geral na sua turma de 73. Ela ganhou o prémio de comandante-chefe e também o prémio de melhor projeto de pesquisa do comandante. Hotonu se tornou um dos primeiros arquitetos a se juntar à Marinha nigeriana.
Hotonu foi a primeira oficial do sexo feminino a servir como instrutora no Comando das Forças Armadas e no Staff College, em Jaji. Em 2012, ela passou um tempo na Libéria orientando mulheres nas forças armadas daquele país. Ela foi promovida ao posto de contra-almirante em dezembro de 2012, tornando-se na primeira almirante feminina em África.

## Vida pessoal
Hotonu é casada com o arquiteto Abayomi Hotonu, com quem tem três filhos.